# Kaylynn
Kaylynn (Birmingham, Alabama; 26 de septiembre de 1977) es una actriz pornográfica estadounidense.

## Biografía
Creció en Nueva York, Massachusetts y Rhode Island. Antes de trabajar en la industria pornográfica realizó una serie de trabajos tales como guardia de seguridad (después de ver Armed and Dangerous), cajera, empaquetadora y estríper.
Hizo su debut en el cine pornográfico en 1998, apareciendo por primera vez en More Dirty Debutantes 86.
También protagonizó papeles en Talk Dirty y en un episodio de la serie de televisión Hotel Erotica titulado "The Hookup", ambos emitidos por el canal de televisión por cable Cinemax.

## Premios
- 2001 Premio XRCO en la categoría Orgasmic Oralist[2]
- 2002 Premio XRCO en la categoría Orgasmic Oralist[2]